# Il ferroviere/Vieni con me nel bosco
Il ferroviere/Vieni con me nel bosco è stato l'ultimo singolo della cantante italiana Marisa Colomber pubblicato nel 1982 dalla casa discografica Borgatti

## Tracce
1. Il ferroviere (Di Marisa Colomber e P. Borgatti. Orchestra A. Modoni)
2. Vieni con me nel bosco (Di Marisa Colomber e P. Borgatti. Orchestra A. Modoni)